# Olympische Zomerspelen 1984
De Olympische Zomerspelen van de XXIIIe Olympiade werden in 1984 gehouden in Los Angeles, Verenigde Staten.
Er waren geen andere steden die zich kandidaat hadden gesteld om deze Spelen te organiseren. Het was na 1932 de tweede keer dat Los Angeles de Spelen organiseerde. Op voorhand was men beducht voor de Spelen in deze grote stad. Men vreesde dat de organisatie weleens zou kunnen spaak lopen doordat die in een uitdijende grootstad van meer dan twaalf miljoen inwoners werd gehouden. Bovendien hield men er ook rekening mee dat smog een bedreiging zou kunnen vormen voor de prestaties van de atleten. De mascotte van deze Spelen was Sam de Arend.
Het was voor de derde opeenvolgende keer dat de Zomerspelen door een aantal landen werd geboycot. In 1976 betrof het de "Afrikaanse boycot", in 1980 de "Amerikaanse boycot" en deze editie, als antwoord op de Amerikaanse, de "Sovjet-boycot". Vanwege de door de Sovjet-Unie geleide boycot deden 140 landen mee, 60 meer dan in 1980.

## Hoogtepunten
- Voor het eerst werden de spelen niet georganiseerd door een stadsbestuur maar door een consortium van zakenlieden. De toenmalige burgemeester van Los Angeles, Tom Bradley had immers gezien hoe de Spelen van Montreal waren uitgedraaid op een financieel fiasco. De zakenman Peter Ueberroth werd deze taak opgedragen en hij slaagde hier volledig in. Door een toename van de commercie werden deze Spelen financieel gezien zeer succesvol: er werd een winst gemaakt van meer dan 200 miljoen dollar. Vele sportaccommodaties en stadions werden gefinancierd met hulp van de commercie. Zo werd de bouw van het zwemstadion betaald door McDonald's en werd de accommodatie voor het wielrennen bekostigd door de firma 7-Eleven. De "officiële" snack van de Spelen was Snickers.
- Tijdens de openingsceremonie in het Memorial Coliseum, die in ware Hollywoodstijl werd uitgevoerd, was de referentie aan Jesse Owens meer dan duidelijk: de kleindochter van Owens, Georgina Hemphill, droeg de olympische vlam het stadion binnen en gaf haar door aan de voormalige tienkamper Rafer Johnson. Memorabel is ook de aankomst van Bill Suitor die met een soort jetpack via het dak van het stadion kwam binnengevlogen.

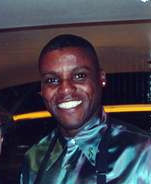
Carl Lewis, winnaar van vier gouden medailles

- Carl Lewis wist de prestatie van Jesse Owens te evenaren door vier gouden medailles te winnen, net als Owens tijdens de Spelen van 1936. Lewis was zeker geen onbekende. Het jaar voor de Spelen had hij op de wereldkampioenschappen te Helsinki drie titels veroverd. Op de Spelen won Lewis de 100 m in 9.99, het verspringen met 8 m 54 (zijn enige geldige sprong), de 200m en de 4 x 100 met een nieuw wereldrecord voor de Amerikaanse ploeg: 37.83.
- De Amerikaan Edwin Moses haalde op de 400 m horden zijn tweede olympische titel.
- In het zwemmen heren haalden de Amerikanen de meeste medailles binnen. Slechts enkele malen werd die dominantie doorbroken. De Duitser Michael Groß, bijgenaamd "de Albatros van Offenbach", won tweemaal goud. Hij won de 100 m vlinderslag in een nieuwe wereldrecordtijd (53.08) en de 200 m vrije slag, eveneens met een nieuw wereldrecord (1:47.44). Hij won ook nog zilver op de 200 m vlinderslag en de 4 x 200 m vrije slag, waarbij hij als laatste zwemmer slechts op vier honderdste van een seconde achter de uiteindelijke winnaars, de Amerikaanse ploeg, eindigde. Op de 200 m schoolslag won de Amerikaan Victor Davis in een nieuw wereldrecord. Bij de dames won Nederland 2x goud namelijk Petra van Staveren op 100 meter schoolslag en Jolanda de Rover op de 200m rugslag. Nederland had op papier de op een na beste ploeg op de 4x 100m wisselslag dames maar werd in de series door een verkeerde wissel gediskwalificeerd.
- Een compromis waarbij de Republiek China (Taiwan) deelnam onder de naam "Chinees Taipei", maakte het mogelijk dat de Volksrepubliek China voor het eerst kon deelnemen aan de Spelen onder de naam "China".
- Voor het eerst stond de marathon ook voor de vrouwen op het programma. Joan Benoit (VS) won, maar de meeste aandacht ging achteraf naar de Zwitserse Gabriela Andersen-Schiess. Zij had tijdens de race niet voldoende gedronken en leed aan uitdrogingsverschijnselen en was totaal uitgeput. Toen zij over de finishlijn kwam zij nauwelijks nog vooruit en maakte zij spastische bewegingen.
- In het turnen bij de vrouwen won voor het eerst een Amerikaanse de meerkamp. Mary Lou Retton, de lievelinge van het publiek, won na een verbeten strijd met de Roemeense Ecaterina Szabo.
- Nawal El Moutawakel was de eerste vrouwelijke olympisch kampioen uit haar land Marokko en zelfs uit een islamitisch land.
- Synchroonzwemmen, ritmische gymnastiek en windsurfen maken hun debuut op de Spelen. Ook de marathon voor vrouwen (gewonnen door de Amerikaanse Joan Benoit) stond voor het eerst op het programma.
- De Britse roeier Steve Redgrave wint zijn eerste olympische titel van de in totaal vijf die hij zal winnen op vijf verschillende Spelen.

## Sporten
Tijdens deze Spelen werd er gesport binnen 21 sporten. Als demonstratiesporten stonden Honkbal en Tennis op het programma.

### Mutaties
| Sport            | Nieuw | Verdwenen (t.o.v. 1980) | Opmerkingen                                                  |
| ---------------- | --- | ----------------------- | ------------------------------------------------------------ |
| atletiek         | 3000m (v) 400m horden (v) marathon (v) zevenkamp (v)                                                       | vijfkamp (v)            |                                                              |
| boksen           | superzwaar (m)                                                                                             |                         |                                                              |
| gymnastiek       | ritmisch (v)                                                                                               |                         |                                                              |
| kanovaren        | K-4 500m (v)                                                                                               |                         |                                                              |
| schietsport      | luchtgeweer 10m (m) sportpistool 25 m (v) Kleinkalibergeweer 50 m, drie houdingen (v) Luchtgeweer 10 m (v) |                         | voor het eerst onderdelen puur voor vrouwen                  |
| synchroonzwemmen | solo (v) duet (v)                                                                                          |                         | synchroonzwemmen wordt alleen door vrouwen beoefend          |
| wielersport      | puntenkoers (m) wegwedstrijd (v)                                                                           |                         | vrouwen mochten voor het eerst deelnemen aan het wielrennen. |
| zeilen           | windsurfen (m)                                                                                             |                         |                                                              |
| zwemmen          | 200m wisselslag (m) 4x100m vrije slag (m) 200 wisselslag (v)                                               |                         |                                                              |
|                  | +19 | -1                      | +18                                                          |

## Deelnemende landen

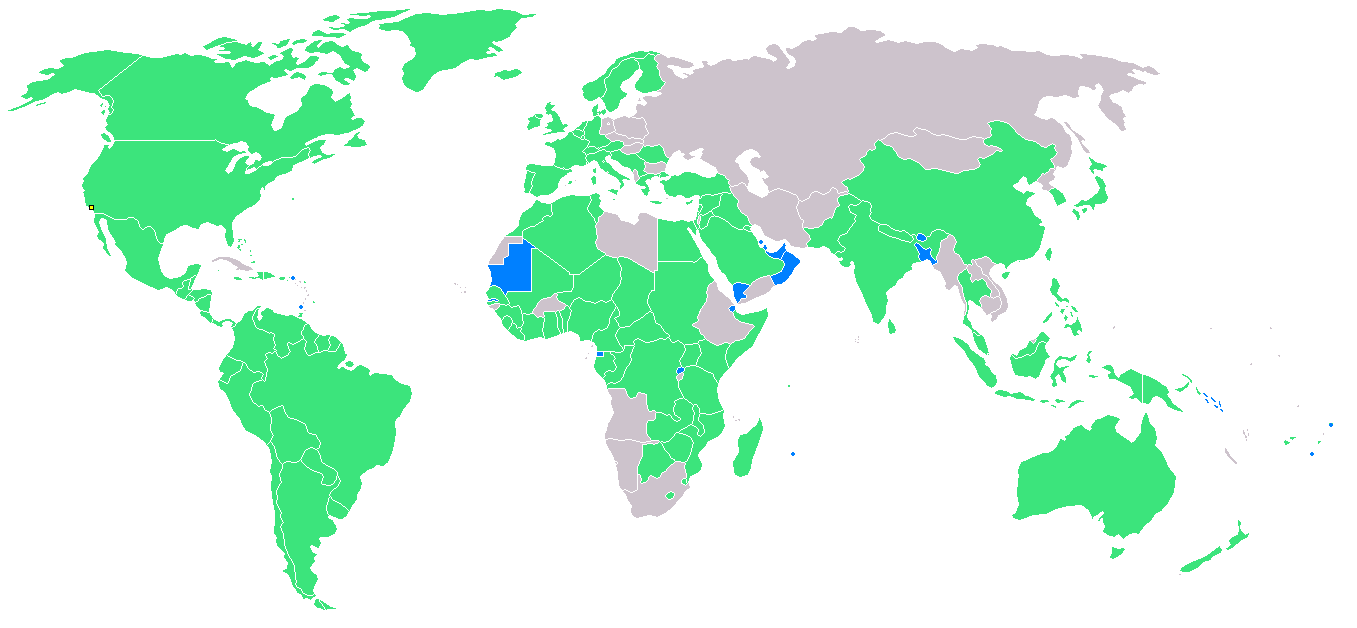

Er namen 140 landen deel aan deze Spelen. Achttien landen debuteerden: Bahrein, Bangladesh, Bhutan, Britse Maagdeneilanden, Djibouti, Equatoriaal-Guinea, Gambia, Grenada, Mauritanië, Mauritius, Noord-Jemen, Oman, Qatar, Rwanda, de Salomonseilanden, Samoa, Tonga en de Verenigde Arabische Emiraten. Voor de Volksrepubliek China was het de tweede deelname, maar weer voor het eerst actief sinds 1952 op de Spelen nadat in 1979 overeengekomen was dat de Chinese Republiek (Taiwan) onder de naam Chinees Taipei uitkomt en in 1980 een van de boycottende landen was. Zaïre nam voor het eerst onder deze naam deel, in 1968 nam het deel als Congo-Kinshasa.

### Belgische prestaties
- De grootste verrassing in Los Angeles was de gouden medaille van de Antwerpse wielrenner Roger Ilegems, die gecoacht werd door Patrick Sercu, in de puntenkoers.
- België haalde in Los Angeles ook zijn eerste medaille in het zwemmen dankzij Ingrid Lempereur die brons haalde op de 200 m schoolslag.
- Het roeien leverde België twee medailles op. Zilver was er voor het duo Dirk Crois en Pierre-Marie Deloof in de dubbeltwee, nadat ze slechts in de laatste 200 meter werden gepasseerd door de Amerikaanse boot. In de skiff bij de vrouwen haalde Ann Haesebrouck de bronzen plak.

Medailles
| Medaille   | Winnaar                          | Onderdeel                   |
| ---------- | -------------------------------- | --------------------------- |
| Goud (1)   | Roger Ilegems                    | wielrennen, puntenwedstrijd |
| Zilver (1) | Dirk Crois - Pierre-Marie Deloof | roeien, dubbeltwee          |
| Brons (2)  | Ingrid Lempereur                 | zwemmen, 200 m schoolslag   |
| Brons (2)  | Ann Haesebrouck                  | roeien, skiff               |

### Nederlandse prestaties
- Ria Stalman behaalt bij haar laatste poging de olympische titel bij het discuswerpen.
- De titel bij het windsurfen gaat na een spannende wedstrijd naar Stephan van den Berg.
- In het zwembad zegevieren Jolanda de Rover en Petra van Staveren op respectievelijk de 200 meter rugslag en de 100 meter schoolslag.
- Na een moeizame start van het toernooi winnen de hockeysters de allereerste olympische titel in het vrouwenhockey.
- Arnold Vanderlyde wint een zwaarbevochten bronzen medaille in het boksen.

Medailles
| Medaille   | Winnaar                      | Onderdeel                    |
| ---------- | ---------------------------- | ---------------------------- |
| Goud (5)   | Dames hockeyers              | hockey                       |
| Goud (5)   | Stephan van den Berg         | zeilen, windsurfen           |
| Goud (5)   | Jolanda de Rover             | zwemmen, 200m rugslag        |
| Goud (5)   | Ria Stalman                  | atletiek, discuswerpen       |
| Goud (5)   | Petra van Staveren           | zwemmen, 100m schoolslag     |
| Zilver (2) | Dames estafetteploeg         | zwemmen, 4 x 100m vrije slag |
| Zilver (2) | Greet en Nicolette Hellemans | roeien, dubbel-twee          |
| Brons (6)  | Dames acht roeiploeg         | roeien                       |
| Brons (6)  | Annemiek Derckx              | kanovaren                    |
| Brons (6)  | Jolanda de Rover             | zwemmen, 100m rugslag        |
| Brons (6)  | Arnold Vanderlyde            | boksen, zwaargewicht         |
| Brons (6)  | Annemarie Verstappen         | zwemmen, 100m vrije slag     |
| Brons (6)  | Annemarie Verstappen         | zwemmen, 200m vrije slag     |

### Nederlands-Antilliaanse prestaties
Bij hun zevende deelname werden de Nederlandse Antillen vertegenwoordigd door acht olympiërs in twee sporten. In de atletiek namen drie deelnemers deel. In de zwemsport vijf; drie namen aan het baanzwemmen deel en twee kwamen uit in de debuterende sportdiscipline synchroonzwemmen. Bij het synchroonzwemmen behaalde het duo Esther Croes en Nicole Hoevertsz op het onderdeel duet de beste prestatie met de 18e plaats.

### Surinaamse prestaties
Namens Suriname namen vijf olympiërs deel in drie sporten. In de atletiek namen Siegfried Cruden (400 en 800 m) en Tito Rodrigues (1500 m) deel. Bij judo nam Mohamed Madhar in de klasse voor middengewichten (-80 kg) deel. In de zwemsport discipline baanzwemmen namen Anthony Nesty (100 m vrije- en 100 m vlinderslag) en Hugo Goossen (100 m rugslag) deel.

## Medaillespiegel
Er werden 688 medailles uitgereikt. Het IOC stelt officieel geen medailleklassement op, maar geeft desondanks een medailletabel ter informatie. In het klassement wordt eerst gekeken naar het aantal gouden medailles, vervolgens de zilveren medailles en tot slot de bronzen medailles.
In de volgende tabel staat de top-10 en het Belgische en Nederlandse resultaat. Het gastland heeft een blauwe achtergrond en het grootste aantal medailles in elke categorie is vetgedrukt.
Zie de medaillespiegel van de Olympische Zomerspelen 1984 voor de volledige weergave.
| Plaats | Land                     | NOC | Goud | Zilver | Brons | Totaal |
| ------ | ------------------------ | --- | ---- | ------ | ----- | ------ |
| 1      | Verenigde Staten         | USA | 83   | 61     | 30    | 174    |
| 2      | Roemenië                 | ROM | 20   | 16     | 17    | 53     |
| 3      | Bondsrepubliek Duitsland | FRG | 17   | 19     | 23    | 59     |
| 4      | China                    | CHN | 15   | 8      | 9     | 32     |
| 5      | Italië                   | ITA | 14   | 6      | 12    | 32     |
| 6      | Canada                   | CAN | 10   | 18     | 16    | 44     |
| 7      | Japan                    | JPN | 10   | 8      | 14    | 32     |
| 8      | Nieuw-Zeeland            | NZL | 8    | 1      | 2     | 11     |
| 9      | Joegoslavië              | YUG | 7    | 4      | 7     | 18     |
| 10     | Zuid-Korea               | KOR | 6    | 6      | 7     | 19     |
|        |                          |     |      |        |       |        |
| 13     | Nederland                | NED | 5    | 2      | 6     | 13     |
| 21     | België                   | BEL | 1    | 1      | 2     | 4      |

## De Sovjet-boycot

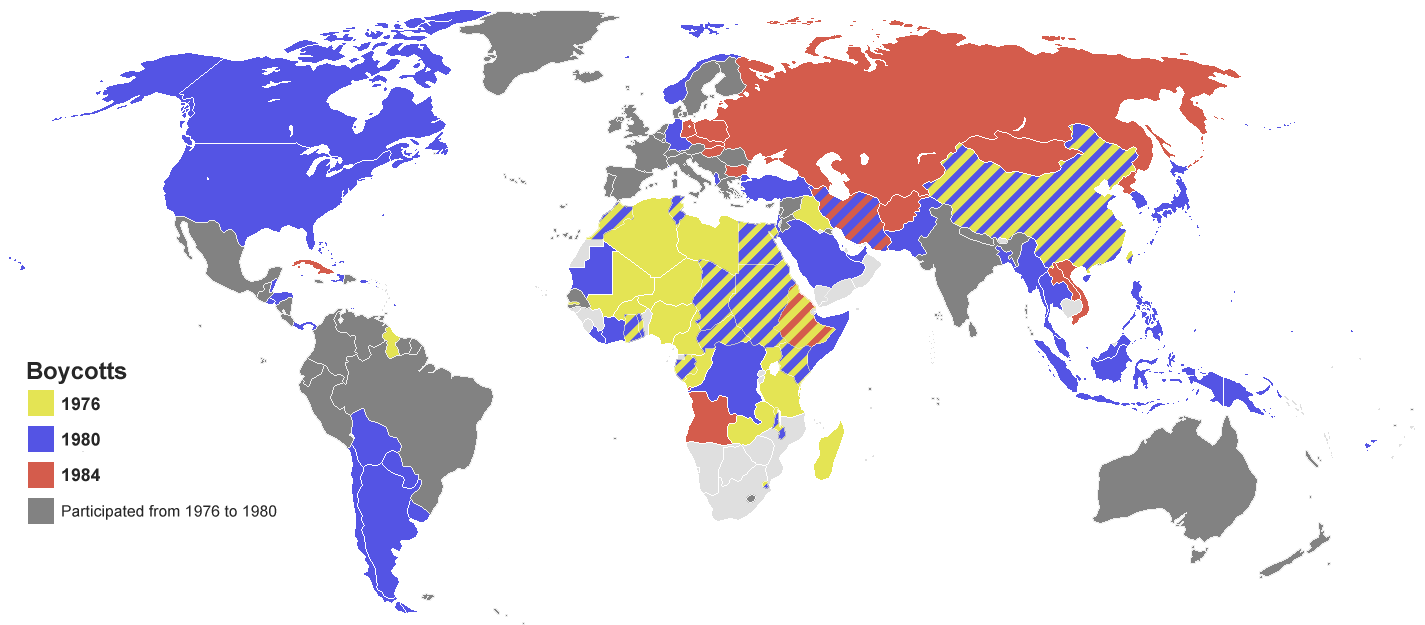
Boycottende landen in oranje en rood

In een reactie op de boycot van de Spelen in Moskou geleid door de Verenigde Staten werden deze Spelen geboycot door een aantal landen uit het Oostblok onder leiding van de Sovjet-Unie. Als officiële reden voor de boycot haalde de Sovjet-Unie de onveiligheid van de grootstad, de luchtvervuiling en de niet-geoorloofde deelname van beroepsvoetballers in het olympisch voetbaltoernooi aan. De meeste satellietstaten volgen het Sovjet voorbeeld. Roemenië nam wel deel, waarschijnlijk in een poging om zijn autonomie ten overstaan van Moskou te bevestigen. De overige Oostblokstaten hielden in hetzelfde jaar de Vriendschapsspelen (Droezjba-84) in Moskou als alternatieve Olympische Spelen.

## Niet-deelnemende landen
Veertien landen namen deel aan de Sovjet-boycot. Dit waren Afghanistan, Angola, Bulgarije, Cuba, de DDR, Ethiopië, Hongarije, Laos, Mongolië, Noord-Korea, Polen, Sovjet-Unie, Tsjecho-Slowakije en Vietnam.
Iran en Libië boycotten de Spelen eveneens maar dit stond los van de Sovjet-boycot.
Atletiek · Basketbal · Boksen · Boogschieten · Gewichtheffen · Gymnastiek · Handbal · Hockey · Honkbal (demonstratie) · Judo · Kanovaren · Moderne vijfkamp · Paardensport · Roeien · Schermen · Schietsport · Schoonspringen · Synchroonzwemmen · Tennis (demonstratie) · Voetbal · Volleybal · Waterpolo · Wielersport · Worstelen · Zeilen · Zwemmen
Algerije · Amerikaanse Maagdeneilanden · Andorra · Antigua en Barbuda · Argentinië · Australië · Bahama’s · Bahrein · Bangladesh · Barbados · België · Belize · Benin · Bermuda · Bhutan · Birma · Bolivia · Bondsrepubliek Duitsland · Botswana · Brazilië · Britse Maagdeneilanden · Canada · Centraal-Afrikaanse Republiek · Chili · China · Chinees Taipei · Colombia · Congo-Brazzaville · Costa Rica · Cyprus · Denemarken · Djibouti · Dominicaanse Republiek · Ecuador · Egypte · El Salvador · Equatoriaal-Guinea · Fiji · Filipijnen · Finland · Frankrijk · Gabon · Gambia · Ghana · Grenada · Griekenland · Groot-Brittannië · Guatemala · Guinee · Guyana · Haïti · Honduras · Hongkong · Ierland · IJsland · India · Indonesië · Irak · Israël · Italië · Ivoorkust · Jamaica · Japan · Joegoslavië · Jordanië · Kaaimaneilanden · Kameroen · Kenia · Koeweit · Lesotho · Libanon · Liberia · Liechtenstein · Luxemburg · Madagaskar · Malawi · Maleisië · Mali · Malta · Marokko · Mauritanië · Mauritius · Mexico · Monaco · Mozambique · Nederland · Nederlandse Antillen · Nepal · Nicaragua · Nieuw-Zeeland · Niger · Nigeria · Noord-Jemen · Noorwegen · Oeganda · Oman · Oostenrijk · Pakistan · Panama · Papoea-Nieuw-Guinea · Paraguay · Peru · Portugal · Puerto Rico · Qatar · Roemenië · Rwanda · Salomonseilanden · Samoa · San Marino · Saoedi-Arabië · Senegal · Seychellen · Sierra Leone · Singapore · Soedan · Somalië · Spanje · Sri Lanka · Suriname · Swaziland · Syrië · Tanzania · Thailand · Togo · Tonga · Trinidad en Tobago · Tsjaad · Tunesië · Turkije · Uruguay · Venezuela · Verenigde Arabische Emiraten · Verenigde Staten · Zaïre · Zambia · Zimbabwe · Zuid-Korea · Zweden · Zwitserland
Olympische Zomerspelen
Olympische Winterspelen
Gerelateerd
Olympische Jeugdspelen · Paralympische Spelen · Deaflympische Spelen · Special Olympic World Games
IOC · COA · BOIC · NOC*NSF · NAOC · SOC
- Gemeinsame Normdatei: 2080208-0
- Library of Congress Control Number: n78005191
- Nationale Bibliotheek van Tsjechië: kn20060725002
- Virtual International Authority File: 151944663